# BLUE EYES (松原みきのアルバム)
BLUE EYES（ブルーアイズ）は松原みき初のカバーアルバム。1985年10月21日にキャニオン・レコードからLPとポニーからカセットテープがリリースされた。2009年1月21日にはポニーキャニオンからHQCD盤として復刻された。
ジャケットおよび歌詞カードにはBL'UE EYESとアポストロフィ状のレタリングが加えられている。

## キャッチコピー
- LP：「最近FENで聴く

懐かしいメロディーが気になる････」
- HQCD：「曲ごとに様々な表情を見せるその歌声で人気の高い

キャリアで唯一のジャズ・カバーアルバムが初CD化！
スタンダード・ナンバーを中心に構成された'84年発売の9thアルバム、編曲は前田憲男。
和ジャズ再評価で長らくアナログはプレミア取引されてきた人気盤。」

## 収録曲

### Side A
1. Love for sale
作詞：Cole Porter／作曲：Cole Porter／編曲：前田憲男
2. Misty
作詞：Johnny Burke／作曲：Erroll Garner／編曲：前田憲男[1]
3. You'd be so nice to come home to
作詞：Cole Porter／作曲：Cole Porter／編曲：前田憲男
4. Wave
作詞：Antonio Carlos Jobim／作曲：Antonio Carlos Jobim／編曲：前田憲男

### Side B
1. Love letters
作詞：Edward Heyman／作曲：Victor Young／編曲：前田憲男[2]
2. Cheek to cheek
作詞：Irving Berlin／作曲：Irving Berlin／編曲：前田憲男、唐木裕治(リズム担当)
3. You've got a friend
作詞：Carole King／作曲：Carole King／編曲：前田憲男、唐木裕治(リズム担当)
4. Tea for two
作詞：Irving Caesar／作曲：Vincent Youmans／編曲：前田憲男[3]
5. When you wish upon a star
作詞：Ned Washington／作曲：Leigh Harline／編曲：前田憲男[4]

※ 内部リンクのない項目は英語版Wikipediaへ言語間リンク

## 参加ミュージシャン
歌詞カードに具体的記載はない。プロデューサー、アレンジャーが参加している可能性が考えられる。

## スタッフ・スタジオ
- 一口坂スタジオ・河口湖スタジオ 1984.7.17-8.17
- ジャケットデザイン：サイトウマコト

## 関連ベストアルバム
- 松原みき ベストセレクション

(CD D36A0086 SEE・SAW 1985.6.5 キャニオン・レコード)
「Love Letters」「When you wish upon a star」を収録
- 松原みき ベスト・コレクション

(CD PCCS-00044 2008.7.16 ポニーキャニオン)
「Love for Sale」を収録